# Інгулецьке
Інгуле́цьке — селище в Україні, в Олександрійському район Кіровоградської області. Входить до складу Петрівської селищної громади.
Населення по перепису 2001 року становило 983 особи, з них 97 % — українці, 2 % — росіяни, 1 % — білоруси.

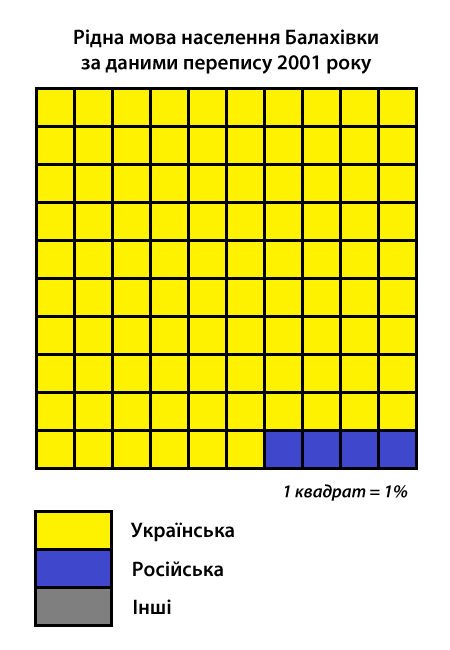
Рідна мова населення Балахівки за даними перепису 2001 року

## Історія
Первісна назва населеного пункту походить від хутора, власником одного з дворів якого був Артем Іванович Балахов – організатор місцевого більшовицького загону, учасник встановлення радянської влади.
Відповідно до інформації Енциклопедії Сучасної України, селище Балахівка було засноване у 1957 році. Згідно з Постановою Ради Міністрів СРСР №1086 від 03.06.1954 року та Постановою Ради Міністрів УРСР №1 від 01.07.1954 року, розроблено проектне завдання  будівництва вугільного розрізу. Постановою від 9 травня 1955 року прийнято рішення про видобуток бурого вугілля відкритим способом у цій місцевості та будівництво селища з назвою Балахівка. Основу жителів селища склали жителі навколишніх сіл та переселенці з різних регіонів Радянського Союзу.
Історична назва селища походить від прізвища селянина Артема Івановича Балахова, який на початку XX століття створив більшовицький збройний загін.
Очевидці стверджують, що хутір був розташований біля нинішнього села Олександрівка, поблизу маєтку пана Килиповського. Хутір складався з 5 дворів, в одному із них (першому від місця розвідувальних геологічних робіт) проживав селянин Балахов.
19 вересня 2024 року Верховна Рада підтримала перейменування селища Балахівка на Інгулецьке. 26 вересня 2024 року перейменування набуло чинності.

## Населення
Населення — 787 чоловік.
У селищі проживали і працюють видатні люди:
- Петров Іван Олександрович (1934—2000 рр.) — знаменитий шахтар, нагороджений трьома орденами «Шахтарська Слава» та орденами Червоного прапора і Трудової слави:
- Скоринін Олександр Георгійович (1937 р.н.) — директор Балахівської загальноосвітньої школи соціальної реабілітації, заслужений вчитель України, нагороджений знаком «Відмінник освіти», відзнакою А. Макаренка;
- Логачевська Світлана Панасівна (1938 р. н.) — вчитель початкових класів в Балахівській ЗОШ I—III ступенів, кандидат педагогічних наук, доцент, заслужений вчитель України, нагороджена Орденом «Знак пошани», відзнакою Президента України орденом «За заслуги» III ступеня, медаллю «За трудову доблесть», медаллю «Ушинського», Грамотою Президії Верховної Ради України.

### Мова
Розподіл населення за рідною мовою за даними перепису 2001 року:
| Мова            | Кількість | Відсоток |
| --------------- | --------- | -------- |
| українська      | 948       | 95.76%   |
| російська       | 39        | 3.94%    |
| білоруська      | 1         | 0.10%    |
| інші/не вказали | 2         | 0.20%    |
| Усього          | 990       | 100%     |

## Об'єкти соціальної сфери
- Селищна амбулаторія;
- Будинок культури;
- Бібліотека;
- Дитячий дошкільний заклад;
- Житлово-комунальна контора;

## Освіта
- Балахівська загальноосвітня школа I-III ступенів. До 1968 року називалася Олександрівською восьмирічною, хоча частина навчальних корпусів уже знаходилась в селищі Балахівка. Але в цьому ж році школу було перейменовано в Балахівську. З 1959 року упродовж 29 років директором школи був Федір Єлисейович Шаповалов. З 1988 року колектив школи очолює Іван Іванович Швиданенко.

До адміністрації школи входять:
- Людмила Борисівна Кудрик — директор
- Людмила Вікторівна Попова — заступник директора з навчально-виховної роботи
- Олена Миколаївна Бич — заступник директора з виховної роботи

Педагогічний колектив:
- Заслужений вчитель України, кандидат педагогічних наук, доцент- 1;
- Вчитель-методист — 2;
- Відмінник освіти України — 4;
- Старший вчитель — 3;
- Спеціалісти вищої категорії — 8;
- Спеціалісти І категорії — 2;
- Спеціалісти ІІ категорії — 1;
- Спеціалісти — 4

Гордість школи:
- Заслужений вчитель України, кандидат педагогічних наук, доцент, лауреат обласної та районної премій ім. В.Сухомлинського Світлана Панасівна Логачевська. Впродовж 50 років творчої діяльності провела більше 250 семінарів та авторських курсів у всіх куточках України, надрукувала понад 100 статей з досвіду роботи. З 450 учнів Світлани Панасівни 25 % стали вчителями.
- Лідія Степанівна Швиданенко — вчитель-методист, відмінник освіти України, нагороджена районною премією ім. В.Сухомлинського. Її учні упродовж кількох років ставали переможцями обласних та Всеукраїнських олімпіад з математики.
- Людмила Вікторівна Попова — учитель історії, спеціаліст вищої кваліфікаційної категорії, учитель-методист, відмінник освіти України. Упродовж семи років учні школи, під керівництвом Людмили Вікторівни беруть активну участь у Всеукраїнській акції школярів «Громадянин», всі проекти ініційовані та реалізовані учнями є переможцями цієї Акції. Учнівський проект «Молодіжна рада у місцевій громаді» (2008 р.) був визнаний переможцем і учні стали учасниками Всеукраїнського форуму молодіжних рад у м. Києві. Учні Попової Л. В. є переможцями та призерами районних та обласних етапів Всеукраїнської олімпіади з історії. Вчителька має друковану продукцію з її досвіду роботи.
- Балахівська школа соціальної реабілітації. Загальноосвітня школа соціальної реабілітації І — ІІ ступенів, навчально-виховний заклад освіти для дітей і підлітків, які потребують особливих умов виховання. Школа дає притулок дітям-злодіям, жебракам, бездомним мандрівникам. Тут вони навчаються в школі, відвідують різноманітні гуртки, тут, як у великому батьківському домі, про них піклуються, привчають до праці, виховують.

Почалося все з того, що весь трудовий колектив облаштовував школу 3-х метровою цегляною огорожею. Перші чотири вихованці прибули в стіни спецшколи 18 травня 1967року — розповів директор школи, Заслужений вчитель України Олександр Георгійович Скоринін, який вже понад 30 років очолював цей заклад. За 40 років своєї діяльності школа дала путівку в життя більше 2000 вихованцям, які приходили до школи з вулиці, а більшість вже переступили й межу криміналу. Їх перевиховували, навчали культури поведінки, чуйності, доброти. У свої 15-16 років деякі взагалі не вміли ні читати, ні писати.
Балахівська спецшкола є однією з найкращих в Україні в системі спеціалізованих шкіл соціальної реабілітації неповнолітніх. Серед її випускників є вчителі, інженери, успішні підприємці, просто хороші люди. Багато з них стали на шлях виправлення і зараз дякують вихователям, вчителям, які їх направили на вірний шлях у житті І.Гачковській, колишньому заступнику директора школи, В. Головченко, вчителю математики, П. Скориніній, учителю російської мови і літератури, вихователям: А. Молодчик, О. Огнівець, В. Костенко, Л.Чернецькій, Г. Міщенко, Н.Ковтун, М.Лічкевич та багатьом іншим іншим, хто своєю працею, розумом і любов'ю допомагав дітям стати особистостями.
Колектив:
- І.Гачковська — колишній заступник директора школи
- В. Головченко — вчитель математики
- П. Скориніна — учитель російської мови і літератури
- Вихователі: А.Молодчик, О.Огнівець, В.Костенко, Л.Чернецька, Г.Міщенко, Н.Ковтун, М.Лічкевич

## Визначні пам'ятки
Біля селища знаходиться дуже красиве і чисте озеро під назвою «Блакитне Око». До озера прилягає лісовий масив. Назва озера походить від кольору води. Блакитний колір води, прозорість та чистота пояснюється тим, що вода фільтрується через шари бурого вугілля і збагачується мінеральними елементами. За багаторічними спостереженнями місцевих жителів вода має лікувальні властивості. Площа водного дзеркала становить 28,0 га, загальна площа земельної ділянки становить 70,0 га. Враховуючи те, що в літній період на відпочинок до озера прибуває щоденно до 900 чоловік відпочиваючих, а в зимовий період мисливці приїздять на полювання, на прилеглій території доцільним є створення відпочинково-оздоровчих структур: облаштування штучного озера та берегової смуги, створення оздоровчого та розважальних комплексів, спорудження різноманітних атракціонів, сезонних котеджів, мережі підприємств торгівлі, громадського харчування, побутового обслуговування, автомобільної стоянки та автосервісу, пункту прокату пляжного устаткування, спортивного інвентарю, в тому числі і для підводного плавання. Але це поки що тільки мрії…
В селищі є храм «Олексія чоловіка Божого», що належить до парафії ПЦУ. Настоятель храму ієромонах Феоктист. Заснована церква 6 червня 2006 року.